# ریچارد دیکسی
ریچارد دیکسی (انگلیسی: Richard Dixey؛ زادهٔ ۲ سپتامبر ۱۹۵۶) بازیکن فوتبال اهل بریتانیا است.
از باشگاه‌هایی که در آن بازی کرده‌است می‌توان به باشگاه فوتبال آترستون تاون، باشگاه فوتبال استوک‌پورت کانتی، باشگاه فوتبال نانیتون تاون، باشگاه فوتبال کترینگ تاون، و باشگاه فوتبال برنلی اشاره کرد.